# Georgiana Molloy
Georgiana Molloy (née Kennedy, Carlisle, 23 mei 1805 – Busselton, 8 april 1843) was een Britse pionierster in West-Australië. Ze is bekend door haar werk als botanicus in de biodiversiteitshotspot Zuidwest-Australië.

## Vroege leven
Georgiana Kennedy werd in 1805 geboren in Cumberland in Engeland tegen de grens met Schotland. Ze was een van de vijf kinderen van David en Elizabeth Kennedy. De familie waren gevestigde landeigenaren. Haar moeder was een telg van de oude familie Grahams van Netherby. Haar vader was een Schot uit Ayrshire. Hij stierf in 1821 na een val van een paard. De familie verhuisde naar Rugby. Georgiana ging bij de bevriende familie Dunlop in Schotland inwonen. Ze werd zeer religieus.
Op 1 augustus 1829 huwde Georgiana kapitein John Molloy. In oktober scheepten ze met hun huisraad en 8 bedienden in op de Warrior met West-Australië als bestemming. Georgiana was zwanger en veelvuldig ziek tijdens de zes maanden lange zeereis.

## West-Australië
In maart 1830 arriveerden ze in de Swan River-kolonie en verbleven er zes weken. Het land langs de rivier Swan was reeds ingenomen en op aanraden van James Stirling vestigden de Molloys zich met enkele andere families aan de monding van de rivier Blackwood in Flinders Bay. De onderkolonie Augusta werd er gesticht.
De Molloys namen meer dan 5.000 hectare grond in bezit. Drie weken na hun aankomst in Augusta beviel Georgiana van een dochter. Het kind stierf negen dagen later. Georgiana zocht eerst vertroosting in de bijbel maar besloot vervolgens een tuin aan te leggen. Ze liet zaden overkomen uit Engeland. Tegen april 1836 was een mooie tuin ontstaan. Georgiana beviel die maand van een vierde kind, een zoon. De zoon verdronk echter in een waterput toen hij 19 maanden oud was.
De streek rond Augusta was vooral bebost met jarrah- en karribomen en het rooien van deze woudreuzen viel tegen. Tegen 1836 waren veel kolonisten uit Augusta vertrokken. De Molloys verhuisden in 1839 naar het gebied langs de rivier Vasse en richtte er het station Fairlawn op. Georgiana zou steeds naar Augusta blijven verlangen. Na de geboorte van haar zesde dochter bleef ze zes maanden bedlegerig en stierf op 8 april 1843.

## Botanie
Na de dood van haar eerste dochter was Georgiana beginnen tuinieren. In 1836 kreeg ze een doos met zaden van de neef van Stirlings vrouw, kapitein James Mangles. Hij vroeg haar de doos terug te sturen met zaden en gedroogde specimen van Australische planten en bloemen. In de lente van 1837 maakte ze haar eerste uitstapje in de bossen. Algauw nam ze haar dochters mee die "als vlinders van bloem naar bloem liepen".
Mangles verdeelde de zaden die Georgiana hem toezond onder verschillende botanische tuinen en private verzamelaars waaronder Joseph Paxton en dr. Lindley, de secretaris van de Royal Horticultural Society. De zaden die Georgiana hen toezond stonden gekend voor hun kwaliteit en de herbaria om hun precisie. Georgiana Molloy werd vermeld in George Benthams Flora Australiensis en in Britten en Boulgers A Biographical Index of Deceased British and Irish Botanists.
Verscheidene van de door Georgiana Molloy naar Engeland verzonden specimen worden nog steeds bewaard in het herbarium van de Kew Gardens:

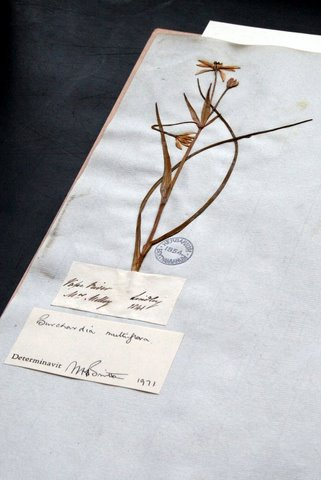
specimen van Molloy in het Kew-herbarium

- Schoenolaena juncea (uit de schermbloemenfamilie)
- Burchardia multiflora (uit de herfsttijloosfamilie)
- Drosera bulbosa (uit de zonnedauwfamilie)
- Drosera macrantha x stricklandii
- Tribonanthes australis (uit de Haemodoraceae-familie)
- Tribonanthes longipetala
- Acacia drummondii (uit de vlinderbloemenfamilie)
- Acacia littorea
- Gastrolobium praemorsum (uit de vlinderbloemenfamilie)
- Gastrolobium spinosum
- Gastrolobium villosum
- Calytrix flavescens (uit de mirtefamilie)
- Caladenia flava (uit de orchideeënfamilie)
- Caladenia gemmata
- Caladenia hirta
- Caladenia mollis
- Caladenia unguiculata
- Diuris carinata (uit de orchideeënfamilie)
- Diuris corymbosa
- Boronia spathulata var. elatior (uit de wijnruitfamilie)

## Nalatenschap

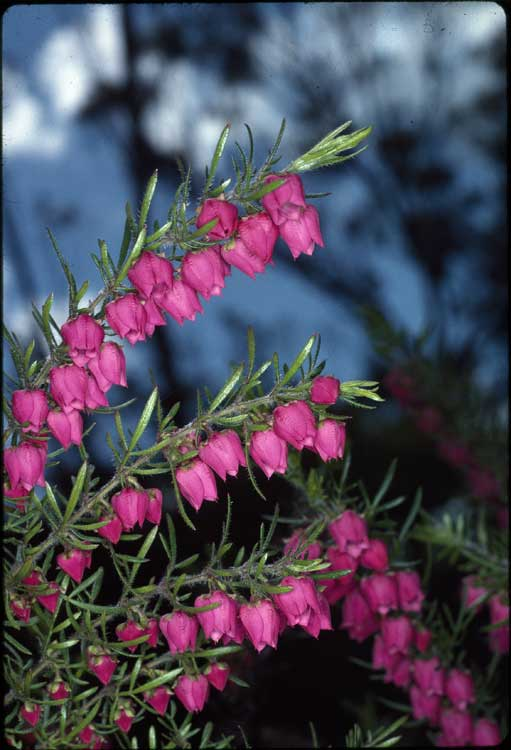
Boronia molloyae

- De struik Boronia molloyae werd naar Georginia Molloy vernoemd.
- In Busselton werd een school naar haar vernoemd: Georgiana Molloy Anglican School.
- In de wijk Cook in Canberra, waar de straatnamen naar belangrijke vrouwen uit Australië's geschiedenis werden vernoemd, ligt de straat Molloy Crescent.[6]
- Er zijn drie biografieën over haar verschenen:
  - Georgiana Molloy, Portrait with Background - Alexandra Hasluck
  - An All Consuming Passion: Origins, Modernity and the Australian Life of Georgiana Molloy - William J. Lines
  - Georgiana Molloy, the mind that shines - Bernice Barry
- Haar briefwisseling bevindt zich in de Battye Library in Perth en in het Cumbria Archive Centre in Carlisle.
- Door haar verzamelde specimen bevinden zich in de volgende herbaria:
  - University of Cambridge Herbarium
  - Herbarium of the Royal Botanic Gardens Kew
  - Herbarium of the Botanic Garden and Botanical Museum Berlin-Dahlem
  - Herbarium of the University of Montpellier